# Наве-Сан-Рокко
Наве-Сан-Рокко (итал. Nave San Rocco) — коммуна в Италии, расположена в провинции Тренто, в области Трентино-Альто-Адидже.
Население коммуны составляет 1391 человек (2011 г.), плотность населения составляет 340 чел./км². Занимает площадь 4 км². 
Почтовый индекс — 38010. Телефонный код — 0461.

## Демография
Динамика населения:

## Администрация коммуны
- Официальный сайт: https://web.archive.org/web/20100422185503/http://www.navesanroccotn.it/